# Xã Dry Wood Lake, Quận Roberts, South Dakota
Xã Dry Wood Lake (tiếng Anh: Dry Wood Lake Township) là một xã thuộc quận Roberts, tiểu bang Nam Dakota, Hoa Kỳ. Năm 2010, dân số của xã này là 129 người.